# Francesco Caccianemici
Francesco Caccianemici (Bologna, ... – ...; fl. XV secolo) è stato un pittore italiano del Rinascimento, attivo nel XVI secolo.

## Biografia
Nacque a Bologna e fu allievo del Primaticcio, che accompagnò alla corte del re Francesco I di Francia a Fontainebleau, dove lavorò anche con Il Rosso. 